# Кэшман, Майкл
Майкл Мо́рис Кэ́шман, барон Кэ́шман (англ. Michael Maurice Cashman, Baron Cashman, род. 17 декабря 1950, Лондон) — британский политик-лейборист, правозащитник и актёр.

## Биография
Один из основателей правозащитной ЛГБТ-организации «Stonewall». С 1999 года член Европейского парламента от региона Уэст-Мидлендс. Является Президентом комитета по вопросам геев и лесбиянок в Европарламенте. Занимается вопросами прав человека (в том числе для ЛГБТ), за что в 2007 году получил звание почётного доктора Стаффордширского университета, а также был награждён как депутат Европарламента за достижения по вопросам правосудия и прав человека. Командор Ордена Британской Империи.
Как актёр принимал участие почти в 40 фильмах и телесериалах, начиная с детства. Наиболее известной ролью Кэшмана стал Колин Рассел в мыльной опере «Жители Ист-Энда» — первый гомосексуальный персонаж на британском телевидении. Кэшман играл в сериале с 1986 по 1989 год.
Открытый гей, вступил в гражданское партнёрство с Павлом Коттингхемом, с которым живёт более 20 лет.
23 сентября 2014 года Кэшман был назначен специальным представителем Лейбористской партии по вопросам ЛГБТ во всём мире. 22 мая 2019 года он ушёл из Лейбористской партии в знак протеста против выхода Великобритании из Европейского союза и выразил свою поддержку либеральным демократам.